# Correa (planta)
Correa é um género botânico pertencente à família Rutaceae. A designação do género homenageia o Abade Correia da Serra, sacerdote, botânico e diplomata português dos séculos XVIII e XIX.

## Espécies
- Correa aemula (Lindl.) F.Muell. - Hairy Correa
- Correa alba Andrews  - White Correa
- Correa backhouseana  Hook. - Coast Correa
- Correa baeuerlenii F.Muell. - Chef's Hat Correa
- Correa calycina J.M.Black - South Australian Green Correa
- Correa decumbens F.Muell. - Spreading Correa
- Correa eburnea Paul G.Wilson - Deep Creek Correa
- Correa glabra Lindl. - Rock Correa
- Correa lawrenceana  Hook. - Mountain Correa
- Correa pulchella Sweet - Salmon Correa
- Correa reflexa (Labill.) Vent. - Common Correa, Native Fuchsia

1. ↑  «Correa — World Flora Online». www.worldfloraonline.org. Consultado em 19 de agosto de 2020